# FK Dečić
A Dečić montenegrói labdarúgócsapat Tuzi városából. A montenegrói labdarúgó-bajnokságok 2006-os indulása óta az élvonalban szerepel.

## Története
A klubot 1926-ban alapították. A 20. század második felétől regionális ligákban játszott, majd az 1990-es években néhány szezont a montenegrói köztársasági labdarúgó-bajnokságban töltött.
Az első független montenegrói labdarúgó-bajnokság élvonalába nyert besorolást, ahol a 10., osztályozós helyen végzett. A bennmaradásért az FK Ibar csapata ellen szállt harcba, és az idegenbeli 2–2-es döntetlent követően pályaválasztóként 1–0-s győzelmet aratott.
A következő szezonban impozánsabb teljesítménnyel a 7. helyre tornászta fel magát, azonban a 2008–09-es szezonban újfent meglegyintette a kiesés szele: a 11., osztályozós helyen zárt. A Mladost Podgorica ellenében szállt harcba az élvonalbeli tagságért, és idegenbeli 2–0-s győzelmének köszönhetően megőrizte azt.

## Eredményei

### Montenegrói labdarúgó-bajnokságban
| Szezon    | Oszt. | Hely | J  | Gy | D  | V  | Rg | Kg | P  | Montenegrói kupa | Európai kupák | Európai kupák | Megj.      |
| --------- | ----- | ---- | -- | -- | -- | -- | -- | -- | -- | ---------------- | ------------- | ------------- | ---------- |
| 2006–2007 | I.    | 10.  | 33 | 8  | 10 | 15 | 29 | 46 | 34 | Negyeddöntős     |               |               | Osztályozó |
| 2007–2008 | I.    | 7.   | 33 | 10 | 8  | 15 | 26 | 37 | 38 | 1/16             |               |               |            |
| 2008–2009 | I.    | 11.  | 33 | 9  | 4  | 20 | 24 | 46 | 31 | 1/16             |               |               | Osztályozó |

## Külső hivatkozások
- Hivatalos honlap (montenegrói nyelven)
- Legutóbbi eredményei a soccerway.com-on (angolul)